# 10469 Krohn
10469 Krohn eller 1981 EE14 är en asteroid i huvudbältet som upptäcktes den 1 mars 1981 av den amerikanska astronomen Schelte J. Bus vid Siding Spring-observatoriet. Den är uppkallad efter Katrin Krohn.
Asteroiden har en diameter på ungefär 3 kilometer.